# Елена (община)
Елена (болг. Община Елена) — община в Болгарии. Входит в состав Великотырновской области.
Население на 15 декабря 2008 года — 11 072 человека (в том числе 6234 жителя в городе Елена)
Кмет (мэр) общины — Сашо Петков Топалов (Болгарская социалистическая партия (БСП)) по результатам выборов.
Площадь территории общины — 671,39 км², высота над уровнем моря от 100 м до 1536 м (вершина Чумерна)

## Состав общины
В состав общины входят следующие населённые пункты:
| - Багалевци - Бадевци - Баевци - Баждари - Балуци - Беброво - Бейковци - Берковци - Блысковци - Богданско - Бойковци - Босевци - Брезово - Брычковци - Буйновци - Бялковци - Велковци - Веселина - Високовци - Вылчовци - Вылчовци (кметство Майско) - Вырзилковци - Глоговец - Големани - Горни-Танчевци - Горни-Край - Горска - Граматици - Гырдевци - Давери - Дайновци - Дебели-Рыт - Добревци - Долни-Марян - Долни-Танчевци - Донковци - Драгановци - Драгийци - Драгневци - Дрента - Дуковци - Дырлевци - Елена - Зеленик - Игнатовци - Илаков-Рыт - Илиювци - Каменари - Кантари - Киревци - Кожлювци - Козя-Река | - Колари - Константин - Косевци - Костел - Котуци - Крилювци - Крумчевци - Лазарци - Майско - Марафелци - Марян - Махалници - Мийковци - Миневци - Мирчовци - Нешевци - Николовци - Николчовци - Ничовци - Палици - Папратлива - Петковци - Попрусевци - Попска - Радовци - Райновци - Ралиновци - Раювци - Ребревци - Руховци - Светославци - Средни-Колиби - Стойчевци - Стояновци - Султани - Титевци - Тодювци - Томбето - Топузи - Тумбевци - Тыркашени - Угорялковци - Харваловци - Христовци - Хыневци - Чавдарци - Чакали - Червенковци - Черни-Дял - Шилковци - Шубеци - Яковци |